# 軒轅劍外傳 雲之遙
《軒轅劍外傳 雲之遙》是台灣大宇資訊股份有限公司DOMO小組（台北總部研發一部）旗下軒轅劍系列的第十三款單機作品。遊戲背景和前作《軒轅劍外傳 漢之雲》一樣是三國時代。依照軒轅劍單機系列的傳統，每隔一代會更換一次遊戲引擎製作遊戲，但此次並非推出新一代的《軒轅劍陸》，故《雲之遙》的遊戲引擎仍為與《軒轅劍伍》、《漢之雲》相同的RenderWare 3D引擎。DOMO小組此次推出《軒轅劍外傳 雲之遙》，為軒轅劍單機系列首次連續推出兩款外傳性作品。本作之繁體中文版2010年1月12日上市，簡體中文版於2011年1月1日正式於中國大陸發售。
本作也是軒轅劍本外傳系列首次推出另外購買的資料片形式之作。
以劇情內容與官方說法，此作與《軒轅劍伍 一劍凌雲山海情》、《軒轅劍外傳 漢之雲》並稱「軒轅劍伍系列三部曲」，《軒轅劍外傳 雲之遙》為此系列之三部曲，時間順序位於《軒轅劍外傳 漢之雲》之前，為系列之首。
2015年4月15日，釋出離線更新檔，遊戲不再以連線認證，4月30日後將會把連線驗證機制關閉，關於連線相關系統【地城系統】也會關閉，蘭茵的新衣服、菁英怪也將取消，也不支援原連線版本之記錄存檔。

## 人物介紹

### 主要角色
- 徐暮雲（配音員：賀宇傑／傅其慧（幼年））

本作男主角，17歲(雲之遙篇)，喜歡蘭茵。幼年時被徐庶所救，成為他的養子。身內有一股強大的劍氣，但是未能完全運用。時常被一只神秘的金狼攻擊，在故事後期（蘭茵篇）成為了銅雀尊者的「白衣尊者」。
實際姓名為「皇甫暮雲」，有一位姊姊(已去世)和雙生哥哥朝雲。但實際上他過去的意識以及記憶早在自身劍氣第一次爆發之後，就被應龍之女（蘭茵）逐出成為金狼，導致遊戲開始時他完全沒有被徐庶收養之前的記憶。
- 蘭茵（配音員：傅其慧／詹雅菁（幼年））

本作女主角，張郃所收養的劍僮，喜歡徐暮雲。同時也是暮雲的青梅竹馬兼練劍同伴，身為應龍族族人，背負著一族的使命，卻使她陷入天人交戰中。幼年時曾因一場大病而失去聲音（那場「大病」又與芝茵有很大的關係），未失去聲音前擅於歌唱。在故事後期（蘭茵篇）被曹叡封為銅雀尊者，也就是在漢之雲裡青衣尊者有提到卻沒有出現的「銀衣尊者」。
- 張誥（配音員：李世揚／詹雅菁（幼年））

第二男主角，字柏喬，張郃的長孫，也是暮雲的摯友兼練劍同伴。自小就暗戀蘭茵，時常成為暮雲考慮事情時的參考對象。
最終因參加對抗蜀漢的北伐而不幸死於飛羽部隊的埋伏之下，也令暮雲對飛羽以及整個蜀漢都抱持著仇恨意識。
- 芝茵（配音員：詹雅菁）

蘭茵的義姊，與她一樣是應龍族族人，並長期在并西黃土高原一帶隨師尊龍應道人修行法術。有著神秘的過去，似乎和蘭茵的身世有關，並且負責監督、幫助蘭茵執行使命。在故事中期（蘭茵篇）被曹叡封為銅雀尊者，也就是在漢之雲裡青衣尊者有提到卻沒有出現的「金衣尊者」。
實際上是蘭茵在幼年時因為想要割捨自己對暮雲的愛情而實行法術，卻意外導致的結果：想要執行使命的心以及元靈被法術分離出去，原本想要割捨掉的那份自己對暮雲的感情以及實行使命的能力卻還留在自己身上，最終被分離出去的意識只能附身在一名死去的少女身上，亦即芝茵。
- 久悠（配音員：何志威）

從東方的邪馬台國前來的使者，由於醉心於中華文化，因而暫留於中國。也就是在漢之雲裡的銅雀尊者之「青衣尊者」。
本名久須毗呼，由於日本文化的關係，他並沒有姓氏。對芝茵有著傾慕之情，亦很喜歡聽芝茵唱歌。
最終仍舊相信芝茵和蘭茵會回來洛陽，因而繼續等待下去。
- 韓龍

鮮卑人，因當地官員貪暴，其父遭殺害，為照顧母親淪落為山賊，打劫路過達官顯貴維生，後被暮雲引薦至曹侍中身邊成為御前侍衛。也就是在漢之雲裡的銅雀尊者之「烏衣尊者」。
- 婁桑

百藝團團員，在幫暮雲等人擔任嚮導後，為了追尋害自己家破人亡的元兇，離開了百藝團，與眾人同行。與習家的大公子習褚有著複雜的關係，然而最後的真相竟然是她所不能預料的。最後婁桑決定放下過往的一切，回到故里重新生活。
- 玉澧

自稱魚仙的綠衣小女孩，雖然想要成就9999件善事讓自己真的成為仙人，卻因為總是誤解別人的話而適得其反。與商橫一戰後，與淳于恒一同離開暮雲等人，替他擋煞袪病，直至他達天命之年。
- 淳于

被認定是「神醫」的大夫，但是性情甚是古怪，言談之間盡是輕生之詞，且不輕易替人治病，原因是自身無法醫治家傳的殘疾，長年為病所苦。
- 曹叡

字元仲，暮雲的義兄，雖然是皇帝身分，卻還是很喜歡跟著暮雲一起遊歷，並以「散騎黃門侍中（曹侍中）」的身分雲遊視訪民情，也很喜歡捉弄他人。在故事後期（蘭茵篇）成立銅雀尊者，自己則是領導人「紫衣尊者」。
- 磬兒（配音員：傅其慧）

自稱漢水仙子的奇異少女，善使許多神秘而強大的咒術，對暮雲的劍氣很有興趣。後來與曹叡同行。在故事後期（蘭茵篇）成為了銅雀尊者的「赤衣尊者」。
- 小黃龍

后土娘娘送給蘭茵的神獸，沒有辦法言語，但卻能夠和蘭茵心靈相通。
- 多鵬

居住於桃源仙境的多毛民，由於不慎打破了留侯夫人的花瓶而逃離桃源仙境，進而選擇和來到桃源仙境的蘭茵同行。自稱為「本至尊」。

### 大漢‧飛羽部隊
為了對抗暮雲等魏國高手，而由趙雲創立的特殊部隊。
- 趙雲（配音員：賀宇傑）

字子龍，漢帝國鎮東將軍，《軒轅劍外傳 漢之雲》主角皇甫朝雲的師父，並賜與皇甫朝雲「焉逢」稱號。
於本作中與主角等人相會於赤岸一役，懾服於徐暮雲等人強大之實力，遂於後來推動飛羽部隊之成立。
稱號「持國使」。
- 魏延

字文長，大漢之武將，於諸葛亮首次北伐前進言，願領千兵犯險行經子午道奇襲長安。
趙雲也表達贊同，但本計卻不為諸葛亮所納，要魏延與諸葛亮之主力軍隊行走祁山道，直取祁山堡與街亭，意在涼州。
稱號「增長使」。
- 鄧芝

字伯苗，大漢之武將，後與魏延在趙雲去世後一同管理飛羽部隊。
稱號「多聞使」。
- 黃漢卿（配音員：何志威）

字秦樵，黃承彥族人，大漢首席機關師，在飛羽部隊成立後，取得「祝犁」的名號。
- 舒莞兒（配音員：傅其慧）

黃漢卿之妻。大漢首席陷阱師，隨身攜帶「火丹」進行作戰。
- 黃采兒

黃漢卿與舒莞兒之子。年紀雖小，但卻不畏戰事之苦，一直跟隨雙親在戰場上奔波，並在實戰中隨同父親學習各種陷阱之設置技術。
- 費庭（配音員：李世揚）

字季楚，熟稔太平道法術，師承崤山老人。和黃漢卿夫婦為至交好友。
在飛羽部隊成立後取得天干十傑的「商橫」名號。
- 昭陽

飛羽部隊飛之部戰士。容貌俊美的青年劍士，箕谷小村莫老夫婦的孫子。
- 端蒙

飛羽部隊飛之部領導者，本名馬蘊，為馬謖之女。容貌冷豔、武藝出眾，善使彎刀、暗器，眉宇間透露著一股隱隱哀傷。
- 焉逢（配音員：李世揚）

飛羽部隊羽之部領導者，本名皇甫朝雲，實是暮雲親兄，為《漢之雲》故事中的男主角。使一黑色方天畫戟。
- 彊梧（配音員：陳宏瑋）

飛羽部隊羽之部成員，本名嚴鵬、字子君。左手配弓、右手配強弩。
- 尚章（配音員：陳宏瑋）

飛羽部隊飛之部成員，端蒙之弟。
- 橫艾（配音員：詹雅菁）

飛羽部隊羽之部成員，本名笙兒，為《漢之雲》故事中的女主角，磬兒的姊姊。
氣質脫俗、容貌絕美，擅使許多強大而神祕的法術。
對諸葛亮有諸多的成見，與趙雲是舊識，曾為趙雲占卜第一次北伐的結果。
因為過去感情的經歷，磬兒來找她的時候，就對妹妹提出警醒。
- 徒維

飛羽部隊羽之部成員，橫艾師弟。容貌清秀的美少年，擅治療。沉默寡言，說話時也只是簡單幾個字回答而已。
- 游兆

飛羽部隊羽之部成員，本名趙昂，乃名將趙雲之孫。性格冷傲孤高，槍法凜冽，膽識過人。

### 其他角色
- 徐庶

字元直，暮雲的養父，對於自身被夾在漢魏兩國之間戰事的處境感到為難，也正因為自己和諸葛亮有深交，因此一直試著不讓暮雲參與漢魏兩國的戰爭。
後在木門道探訪暮雲的時候，被暮雲突然爆發的劍氣重傷而亡。
- 管軾

一身黃衣和銳利的眼神，似乎能看穿他人心思的法術師。
爾後被曹叡選中，成為銅雀尊者中的「黃衣尊者」。此人城府極深、奸詐狡猾，還企圖對曹叡施術窺探皇室秘密，而被磬兒制止，但也因為曹叡惜才而放過他。由於管軾看起來陰陽怪氣的緣故，其餘眾人皆不是很喜歡與他相處。
- 阿旋

曹叡的哥哥，本名曹璿，字元伯。容貌與曹叡極為相似，在出生後被曹丕拋棄，後被木工家撿去而成為木工。喜愛建築和研究宮殿。弟弟曹叡找回他後，讓他在自己出巡時在朝中擔任影子皇帝，以便穩住局面，並彌補對他多年流落民間的虧欠。曹璿就藉著皇帝的名義與權力差使人民來興造自己心目中的理想建築，也因此讓曹叡在國內有著負面的評論。
- 張郃（配音員：田志傑）

字儁乂，暮雲的義父，也是其劍術之啟蒙老師，還教導暮雲做人處事的道理。大魏著名武將。
- 姜維（配音員：田志傑）

字伯約，原為魏國將領，第一次北伐後投奔蜀漢，受到諸葛亮的器重。感念諸葛亮的知遇之恩，一直全力支持其北伐行動，並擔任諸葛亮的隨身護衛。
- 諸葛亮（配音員：梁興昌）

字孔明，蜀漢丞相。為了奪取涼州來彌補荊州之失，以及達成先帝劉備的遺願，率領漢軍對魏國展開北伐。
- 司馬懿（配音員：李世揚）

字仲達，魏國將領，軍事才略卓越的名將。第一次北伐前，諸葛亮曾企圖煽動新城的孟達叛魏，司馬懿得知後火速平定。第四次北伐時曹叡指派他接替病逝的曹真，擔任抵擋蜀漢的主帥。
- 青衣女子（配音員：詹雅菁）

經常出現在暮雲夢中，被他稱呼為「娘親」的青衣女子，她的真實身分在軒轅劍伍中有所交代。其實她就是「天女青兒」，姬軒轅的愛人。
- 金狼

從小就出現，並試圖奪取暮雲劍氣的奇異怪獸，芝茵雖三番兩次試圖將其殲滅，卻總是在最後讓它逃走。
真實身分為暮雲幼年時被分離出的意識，後來經過修煉，成為了軒轅劍仙。
- 應龍（配音員：賀宇傑）

應龍族族長，蘭茵與芝茵的父親，目前被封鎖於石化禁錮之中。
- 應龍之女（配音員：詹雅菁）

應龍的女兒，實為蘭茵的真實身分，雖然因故分成蘭茵與芝茵二人，最終仍舊合而為一，並操縱暮雲進行他們的計畫，但最終進行計畫的芝茵意識敗給了想要保護暮雲的蘭茵，因而在蘭茵的抉擇下被爆發出來的軒轅劍氣所殺。
- 后土娘娘

數千年前的黃龍族聖女，由於有功於天後被天地封為后土之神，掌管亡者所居的幽冥地界。
- 留侯夫人

即《軒轅劍肆》中的女主角水鏡，僅出現於多鵬的話語中的人物，乃利用天書創建出桃源仙境的留侯張良（《軒轅劍肆》男主角姬良）之妻。根據多鵬的敘述，其代表性武功為「驚天動地拳」。由於多鵬不慎打破她的花瓶又逃離桃源仙境，而要求桃源仙境居民不論生死都要將多鵬抓回來。
- 姬軒轅

數千年前和蚩尤對戰的人族領袖，雖然成功戰勝蚩尤，卻因為重鑄軒轅劍導致自己的戀人青兒靈力耗盡造成災難，只能忍痛將她放逐到山海界。
在這之後，得知自己女兒狀況的天帝十分憤怒，將他關入永生不死的神凜幻域當作懲罰，並開始與人類敵對，雖然應龍等人用盡各種方式打開了神凜幻域的牢門，但姬軒轅卻認為自己應當受與青兒一樣的痛苦而拒絕了應龍要救自己出來的提議，進而送走眾人，在此之前他給予了暮雲關於自身身世的記憶。
- 習褚

幫助婁桑尋找真相的男子，真正身份是洛陽習老闆之長子; 在小時候已和婁桑相識，並為安慰她而贈以陳年老酒。性格豪邁、樂於助人，因受習老闆的寵愛引來其弟的妒忌而招來殺機。和婁桑之間有著複雜的關係。
- 仇晏

韓龍的好友，也是黃土高原的山賊，但遭逢連番變故後，變得疑心極重，任何人也不信。後來冰釋前嫌後贈予韓龍從前留在山寨的大刀「鬼閻斷江」。
- 李道長

長安的一位道長。幫助淳于恒化解詛咒，也是玉澧的朋友，常常提醒玉澧行善之法。實際身份是玉澧還是一塊玉珮時的主人。
- 古月仙人

《軒轅劍貳》(古月聖)及《天之痕》登場角色，在《蘭茵篇》中救下在雲中界尋找盤古斧而受傷的蘭茵，並將盤古斧給與主角們。

## 劇情簡介

《軒轅劍外傳 雲之遙》標準字(LOGO)

本作中除了雲之遙篇以外，目前發表的資料片均需在官方網站上下載資料檔，也可藉由市售的蘭茵篇資料片一起安裝。

### 雲之遙篇（遊戲主劇情）
主篇章，主要講述漢之雲故事發生前，約在諸葛亮第一次至第三次北伐之間的事情。

### 五丈原暮雲篇
（魏篇）的故事，發生在《雲之遙》的五年之後，以全新的劇情，來鋪陳徐暮雲成為銅雀“白衣尊者”之後的故事與境遇。

### 五丈原朝雲篇
( 漢篇)的故事，與《漢之雲》的劇情對應，除此之外，在這段劇情之中，更增添了全新的段落，完整了飛羽部隊的故事。在雙線劇情的推演之下，白衣尊者與焉逢之間那份緊密相連的關係，將會漸漸明朗。

### 蘭茵篇(資料片)
本傳的女主角蘭茵將會在本篇章掀起她神秘的身世之謎，並會出現許多新的場景與新的角色。
故事簡介：魏將張郃的劍僮蘭茵，因著多年前的一場重病而失去聲音，無法言語，蘭茵自小與流落荒野的徐暮雲相識，兩人青梅竹馬，情投意合，能以眼神動作相互溝通，經常一起行動。歷經了一同習劍成長的童年時光，徐暮雲為了協助義兄曹叡，奮身投入前線，參與了無數場戰役，而蘭茵始終陪伴在徐暮雲的身邊，與他患難與共，直到有一天一個深藏已久的秘密逐漸浮現。

## 遊戲系統

### 戰鬥系統
本作戰鬥系統雖然架構上沿用《軒轅劍伍代系列(三部曲)》之設計，隊員仍然有八人，但是修改為戰鬥位置僅有四人能參與戰鬥，在戰鬥中分為前後列、可以更換隊形，並對人物的防禦力和攻擊力產生影響，稱之為行伍系統，剩餘四人置於預備位置，必須在戰鬥位置之角色都無法戰鬥時才能上陣戰鬥，無法在戰鬥發生中直接更換隊員，戰鬥結束時，位於預備位置的隊員不僅只能取得一半的經驗值，裝備的法寶也不會取得經驗值。戰鬥中我方和敵方分為前列和後列，位於後列的角色物理防禦力上升，但物理攻擊力會下降，然而，走位不同沒辦法避免仙術攻擊。
本作也捨棄了陰陽對剋，而增加幽冥屬性，成為「太陰剋玄陽、玄陽剋幽冥、幽冥剋太陰」的剪刀石頭布互相剋制系統，屬性剋制時可追加原本傷害數值數倍以上的攻擊。

### 鏡界系統
此為前作《漢之雲》的煉妖壺系統改進版，和漢之雲的最大差別是鏡界系統沒有收妖功能，只能容納99隻怪獸，而將怪獸召喚出來的方式是使用錢，將已經辨識完畢的怪獸（即是神魔異事錄的辨識度到達100%的怪獸）召喚出來。本作的「神魔異事錄」和「法寶取得與否以及經驗值多寡」的存檔皆是放置於伺服器上，並以帳號為單位，因此破關後重新進行第二輪時，除了已經成為慣例會繼承的神魔異事錄辨識度以外，也可以將部分第一輪的法寶也繼承下來使用。另外，資料片中也能夠繼承雲之遙本篇中得到的部分法寶（岩蟻、血芝麻和菩薩髮咒例外）。
除了鬼神之塔和辨識功能與漢之雲不同外，其餘的鍛冶坊、煉妖爐和仙境小庵皆與漢之雲的煉妖壺系統相同，也與漢之雲一樣，部分被召喚出來的怪獸會在鏡界中四處遊走。

### 網路連線機制
本作需要以類似線上遊戲之連線登入、選擇伺服器並全程連線至網際網路方可進行遊戲，這是繼《明星志願3 星光圓舞曲》、《明星志願3 銀色幻想曲》、《明星志願3 甜蜜樂章》後，大宇再度於其製作的單機遊戲中引入全程連線的機制，也是大宇資訊首度將全程連線機制引入軒轅劍系列單機作品中，此動作用於抑制盜版的衍生以及解決防拷程式的挑片與被破解之問題。
2015年4月15日，大宇官方宣布，本作的联网机制将于2015年4月30日关闭，并于同日释出离线补丁供玩家更新使用。

## 遊戲主題歌曲
本作主題曲由陳思涵演唱。
- 主題曲：《淚狂奔》
- 片尾曲：《我不怕痛》
- 結局動畫曲：《追昔》
- 插曲：《美人肩》
- 插曲：《兵馬亂》

## 註解
1. ↑  《云之遥》简体中文版元旦上市[永久]
2. ↑  揭開女主角身世之謎《雲之遙》最終資料片《蘭茵篇》近日推出 （页面存档备份，存于），下文中有提到在该作的预购特典内有兰茵篇认证卡，间接的交代了兰茵篇属于本作需另行购买的资料片。
3. ↑  參閱《軒轅劍外傳 雲之遙》典藏攻略畫冊(正體中文版)第292頁，編劇：毛獸訪問Q1回答第一行：宏大的軒轅劍伍系列三部曲。
4. ↑  .   [2015-04-16]. （原始内容存档于2021-01-20）.
5. ↑  日本在三國時代尚未發展出姓氏，所有人都只有名字甚至是只有職稱，就連卑弥呼也是。
6. ↑  軒轅劍外傳-雲之遙 （页面存档备份，存于） 見遊戲程式安裝問題之Q1。

## 外部連結
- （繁體中文）正體中文官方網站 （页面存档备份，存于）
- （简体中文）简体中文官方网站